# 爱德华·林纳
爱德华·林纳（芬蘭語：Edvard Linna，1886年8月26日—1974年12月30日），芬兰男子体操运动员。他曾获得1908年夏季奥运会体操比赛男子团体全能铜牌。1909年，他代表Ylioppilasvoimistelijat队在全国体操锦标赛上获得男子团体冠军。